# Enicospilus stenophleps
Enicospilus stenophleps là một loài tò vò trong họ Ichneumonidae.